# Stazione di Genova Piazza Manin
La stazione di Genova Piazza Manin è una stazione ferroviaria della ferrovia Genova-Casella, gestita dall'Azienda Mobilità e Trasporti di Genova (AMT). Si trova in piazza Manin, a Genova.
È il capolinea sud della ferrovia Genova-Casella.
La stazione è situata a un'altitudine di 93,1 metri sul livello del mare.

## Storia
La stazione fu costruita tra il 1921 e il 1929 e fu inaugurata il 1º settembre 1929.

## Impianti

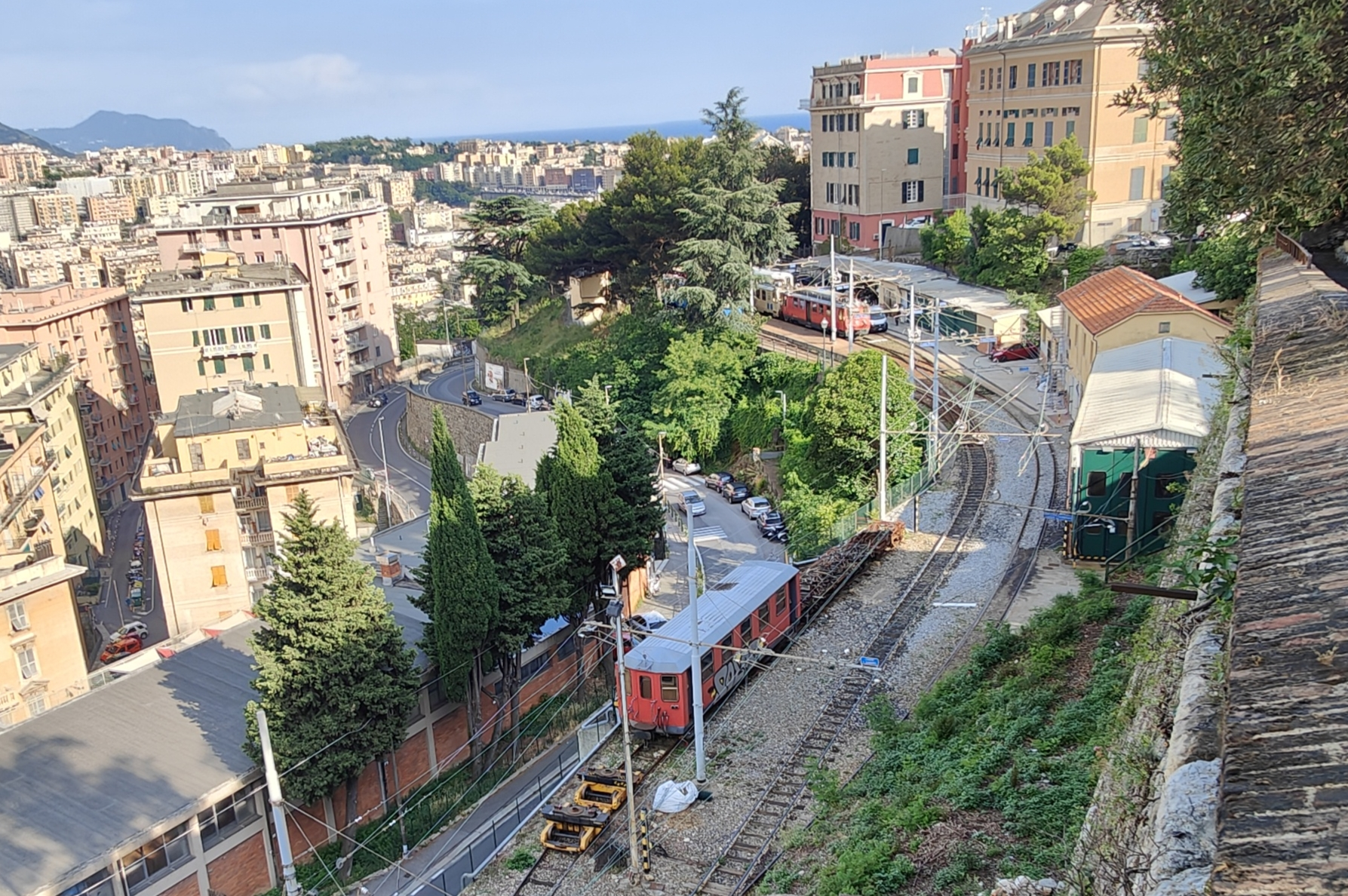
La stazione nel suo complesso vista da Mura S.Bartolomeo

La stazione è dotata di tre binari di testa, due dei quali sono utilizzati per il servizio viaggiatori. Sono inoltre presenti un tronco, un ulteriore binario a losanga a lato dell'officina e la diramazione per l'officina.

## Servizi
La stazione dispone di:
- Biglietteria
- Capolinea autolinee
- Parcheggio
- Bar
- Edicola
- Servizi igienici